# Zemljin blizanac
Zemljin blizanac ili Zemljin analog je planet ili prirodni satelit koji ima fizička svojstva slična Zemljinima. Ti planeti mogu biti potencijalno naseljivi. 
Prije znanstvene potrage i proučavanja ekstrasolarnih planeta, mogućnost postojanja Zemljinih analoga je argumentirana preko filozofije i znanstvene fantastike. Načelo osrednjosti sugerira da bi planeti poput Zemlje trebali biti uobičajeni u svemiru, dok hipoteza o rijetkoj Zemlji sugerira da su oni izuzetno rijetki. Do sada otkrivene tisuće egzoplanetarnih zvjezdanih sustava duboko se razlikuju od našeg Sunčevog sustava, podržavajući hipotezu o rijetkoj Zemlji. 
Filozofi su istakli da je veličina svemira takva da negdje mora postojati skoro identični planet. U dalekoj budućnosti ljudi će se možda koristiti tehnologijom za umjetno dobivanje zemljinog analoga teraformiranjem. Teorija multisvemira sugerira da bi zemljin blizanac mogao postojati u drugom svemiru ili čak biti druga verzija same Zemlje u paralelnom svemiru. 
4. studenoga 2013., astronomi su objavili, na temelju Keplerovih podataka, da bi moglo biti čak 40 milijardi stjenovitih planeta koji kruže u nastanjivoj zoni u orbiti oko Sunčevih blizanaca i crvenih patuljastih zvijezda unutar Mliječnog puta. Najbliži takav planet možda je udaljen 12 svjetlosnih godina.